# Град Нови Сад
Град Нови Сад је територијална јединица у Србији, која се налази у Војводини и припада Јужнобачком управном округу. Према попису из 2022. административно подручје града Новог Сада је имало 368.967 становника. Седиште града као и округа је градско насеље Нови Сад. Град Нови Сад се састоји од 16 насеља: 4 градска (Нови Сад, Петроварадин, Сремска Каменица и Футог) и 12 сеоских или приградских.

## Административна подела
У административном смислу Град Нови Сад има јединствену локалну самоуправу и није подељен на градске општине. Територија Града је подељена на 47 месних заједница, које немају никакву извршну власт

## Насеља

### Градска
| # | Име              | Становништво (попис 2002) | Становништво (попис 2011) | Становништво (попис 2022) |
| - | ---------------- | ------------------------- | ------------------------- | ------------------------- |
| 1 | Нови Сад         | 191.405                   | 231.798                   | 260.438                   |
| 2 | Петроварадин     | 13.973                    | 14.810                    | 15.621                    |
| 3 | Сремска Каменица | 11.205                    | 12.273                    | 12.632                    |
| 4 | Футог            | 18.582                    | 18.641                    | 18.011                    |

### Сеоска
| #  | Име           | Становништво (попис 2002) | Становништво (попис 2011) | Становништво (попис 2022) |
| -- | ------------- | ------------------------- | ------------------------- | ------------------------- |
| 1  | Бегеч         | 3.335                     | 3.325                     | 3.005                     |
| 2  | Будисава      | 3.825                     | 3.656                     | 3.107                     |
| 3  | Буковац       | 3.585                     | 3.936                     | 3.632                     |
| 4  | Ветерник      | 18.626                    | 17.454                    | 18.849                    |
| 5  | Каћ           | 11.166                    | 11.740                    | 11.067                    |
| 6  | Кисач         | 5.471                     | 5.091                     | 4.511                     |
| 7  | Ковиљ         | 5.599                     | 5.414                     | 5.151                     |
| 8  | Лединци       | 1.641                     | 1.912                     | 1.864                     |
| 9  | Руменка       | 5.729                     | 6.495                     | 6.300                     |
| 10 | Стари Лединци | 823                       | 934                       | 985                       |
| 11 | Степановићево | 2.214                     | 2.021                     | 1.848                     |
| 12 | Ченеј         | 2.115                     | 2.125                     | 1.942                     |

## Административна историја
У време аустроугарске управе су општине биле устројене по закону из 1886. године. На челу управе у Новом Саду се налазио градоначелник, а по селима кнез. Између два светска рата, Нови Сад и Петроварадин су били градске општине, а околна места сеоске. После Другог светског рата, задржано је предратно стање, а по уставу из 1953. године, формирају се веће општине као комуне, које су обухватале више насеља. По закону из 1960. смањен је број комуна и створене су још веће општине, попут некадашњих мањих срезова.
Између 1980. и 1989. године Нови Сад је био организован као Градска заједница општина, у којој је било удружено седам општина: Стари град, Подунавље, Лиман, Славија, Детелинара, Петроварадин и Сремски Карловци. Касније су Сремски Карловци постали самостална општина, док је од осталих шест општина формирана јединствена општина Нови Сад.
Године 2000. су од општине Нови Сад формиране две градске општине, Нови Сад и Петроварадин, да би се задовољио услов да се Нови Сад званично сматра градом. Органи ових општина никада нису формирани, а све надлежности су и даље остале на нивоу Града. Како је законом промењен услов да градови морају да имају градске општине, у марту 2019. укинуте су градске општине Нови Сад и Петроварадин.

## Демографија
| Етнички састав према попису из 2011.‍ | Етнички састав према попису из 2011.‍ | Етнички састав према попису из 2011.‍ | Етнички састав према попису из 2011.‍ | Етнички састав према попису из 2011.‍ |
| ------------------------------------ | ------------------------------------ | ------------------------------------ | ------------------------------------ | ------------------------------------ |
|                                      |                                      |                                      |                                      |                                      |
| Срби                                 | Срби                                 |                                      | 269.117                              | 78,78%                               |
| Мађари                               | Мађари                               |                                      | 13.272                               | 3,88%                                |
| Словаци                              | Словаци                              |                                      | 6.596                                | 1,93%                                |
| Хрвати                               | Хрвати                               |                                      | 5.335                                | 1,56%                                |
| Роми                                 | Роми                                 |                                      | 3.636                                | 1,06%                                |
| Црногорци                            | Црногорци                            |                                      | 3.444                                | 1,01%                                |
| Југословени                          | Југословени                          |                                      | 2.355                                | 0,69%                                |
| Русини                               | Русини                               |                                      | 2.160                                | 0,63%                                |
| остали                               | остали                               |                                      | 8.284                                | 2,42%                                |
| Регионална припадност                | Регионална припадност                |                                      | 9.781                                | 2,86%                                |
| неизјашњени                          | неизјашњени                          |                                      | 15.923                               | 4,66%                                |
| непознато                            | непознато                            |                                      | 1.722                                | 0,50%                                |
| укупно: 250.439                      |                                      |                                      |                                      |                                      |

Већина насељених места на градском подручју Новог Сада имају српску већину, док су у насељу Кисач већина Словаци.

## Галерија
- Црква имена Маријиног у центру Новог Сада, на Тргу слободе.
- Стари споменик од ружичастог камена са крстом Јована Обреновића
- Синагога фотографисана са бочне стране где се у позадини види јеврејска школа. Са друге стране налази се балетска школа.
- Центар града Новог Сада ноћу
- Србија, железничка станица Нови Сад
- Бановина Нови Сад
- Дунавска Нови Сад
- Дунавска улица у Новом Саду 2017. год.
- Дунавски парк у Новом Саду
- Дунавски парк, јесен.
- Успенска црква, Успенска улица Нови Сад